# Zahir Tanin
Zahir Tanin (ur. 1 maja 1956) – afgański dyplomata i dziennikarz, Stały Przedstawiciel Islamskiej Republiki Afganistanu przy ONZ w latach 2006-2015, Specjalny Przedstawiciel Sekretarza Generalnego ONZ w Kosowie w latach 2015–2021. 

## Życiorys
Zahir Tanin w 1980 ukończył Kabulski Uniwersytet Medyczny. W tym samym roku rozpoczął pracę jako dziennikarz w Kabulu. Do 1992 zajmował stanowiska redaktora naczelnego pism Akhbar-e-Haftah oraz Sabawoon Magazine. Dodatkowo, w latach 1987–1992 był wiceprezesem Związku Dziennikarzy Afganistanu. 
Od 1994 do 1996 był pracownikiem naukowym w dziedzinie stosunków międzynarodowych na London School of Economics w Londynie. W latach 1995–2006 pracował jako redaktor w BBC World Service. 
Od 2006 do 2015 zajmował stanowisko Stałego Przedstawiciela Islamskiej Republiki Afganistanu przy ONZ w Nowym Jorku. Jako stały przedstawiciel, pełnił funkcję wiceprzewodniczącego 63., 65. i 67. sesji Zgromadzenia Ogólnego ONZ. 9 października 2015 objął stanowisko Specjalnego Przedstawiciela Sekretarza Generalnego ONZ w Kosowie, będąc tym samym szefem misji UNMIK. 19 listopada 2021 na jego zastępczynię wybrano Caroline Ziadeh, która objęła to stanowisko 19 stycznia 2022. Do tego czasu funkcję pełniła tymczasowo Barrie Freeman.